# Himmelsberg
Himmelsberg (česky doslovně Nebeský vrch) je vrch o nadmořské výšce 374 m na území města Neustadt in Sachsen (místní část Berthelsdorf) v zemském okrese Saské Švýcarsko-Východní Krušné hory v Sasku.

## Charakteristika
Vrch leží v německé části Šluknovské pahorkatiny (Lausitzer Bergland) a její mesogeochoře Západní hornolužická vrchovina (Westliches Oberlausitzer Bergland). Geologické podloží tvoří hybridní dvojslídý granodiorit, který je z velké části překryt svahovými hlínami. Ve vrcholové části se nachází podzolová kambizem, kterou na svazích střídají  kambizem až parakambizem, koluvizem a syrozem až regozem. Podél západního až jihovýchodního úpatí protéká Fuchsbach a při východním úpatí Lohbach. Celý vrch tak náleží k povodí Polenze a Labe a k úmoří Severního moře. Většina Himmelsbergu má zemědělské využití. Západním sedlem vede státní silnice S 156 směřující od Neustadtu k Bischofswerdě. Na jihovýchodním svahu stojí muzeum Gold- und Mineralien-Erlebnisstätte.